# Dictionnaire français suisse-allemand
Le Dictionnaire français suisse-allemand - schwiizertüütsch französisch est un petit dictionnaire de langue bilingue français suisse allemand écrit par Mimi Steffen, une enseignante du canton de Lucerne. 
Contrairement[réf. nécessaire] à ce que son titre laisse supposer, l'ouvrage est principalement destiné à un public francophone.

## Historique
Paru d'abord en 1991 version Mimi Steffen & Eric Bride chez Ars Linguis, le dictionnaire a été revu et réédité en 2006. Il s'agit d'une réalisation unique dans le monde de l'édition suisse ; l'ouvrage a d'ailleurs reçu un excellent accueil lors de sa sortie : 3 000 exemplaires vendus dès la première semaine. À fin 2007, la presse fait état de 20 000 exemplaires vendus, dont la grande majorité en Suisse romande.
En 2008 cependant, un autre dictionnaire suisse-allemand français est paru sous le titre Hoi! Et après... Manuel de survie en suisse allemand. Ses auteurs, Sergio J. Lievano et Nicole Egger, poursuivent les mêmes objectifs que Mimi Steffen : l'ouvrage détaille environ 1 500 mots et des expressions de la vie quotidienne, mais l'orientation vers le lectorat francophone est encore plus marquée. L'ouvrage est la traduction en français d'un ouvrage qui a vu le jour en 2005, en anglais Hoi - Your Swiss German Survival Guide, puis une traduction en Hochdeutsch.

## Spécificités
De la taille d'un livre de poche, le Dictionnaire français suisse-allemand compte 237 pages et se présente comme « Votre outil de communication avec la Suisse allemande ». Selon la préface de son auteur, il ne poursuit pas un but encyclopédique mais veut servir de vade-mecum pour les contacts entre Suisses allemands et Suisses romands.
Il ne s'agit pas d'un dictionnaire complet, mais il recense 7 000 mots et 1 500 expressions typiques et idiomatiques propres au suisse-allemand (plus précisément à la version zurichoise du dialecte) et en principe, non usitées en Allemagne ni en Autriche. L'ouvrage contient également un guide phonétique, la prononciation du suisse allemand étant souvent un obstacle majeur pour les francophones.